# Савчук Петро Васильович
Петро́ Васил́ьович Са́вчук (19 листопада 1991 — 20 січня 2015) — солдат Збройних Сил України, учасник російсько-української війни. Один із «кіборгів».

## Життєпис
Закінчив червоноградську ЗОШ № 12, по тому — ВПУ № 11.
На фронті з серпня 2014-го, стрілець, 81-а окрема аеромобільна бригада — 122-й окремий аеромобільний батальйон.
20 січня 2015-го зник безвісти під час оборони аеропорту Донецька. Через місяць тіло Петра Савчука вдалося вивезти із ДАП разом з тілами Владислава Алексейчука, Олексія Марченка, Дмитра Ґудзика та Миколи Самака. Упізнаний за експертизою ДНК.
Вдома лишились батьки. Похований у Червонограді 26 квітня 2015-го, у місті оголошено жалобу.

## Нагороди та вшанування
- Указом Президента України № 461/2015 від 31 липня 2015 року, «за особисту мужність і високий професіоналізм, виявлені у захисті державного суверенітету та територіальної цілісності України, вірність військовій присязі», нагороджений орденом «За мужність» III ступеня (посмертно)[1].
- Нагороджений нагрудним знаком «За оборону Донецького аеропорту» (посмертно).
- 24 травня 2016 року в червоноградській ЗОШ № 12 відкрито меморіальні дошки пам'яті Михайла Зайця та Петра Савчука[2].
- Вшановується в меморіальному комплексі «Зала пам'яті», в щоденному ранковому церемоніалі 20 січня[3][4].